# Otto Sertl
Otto Sertl (* 12. Juni 1924 in Wien; † 28. März 2013 in Salzburg) war ein österreichischer Musikwissenschaftler. Von 1979 bis 1986 leitete er als Generalsekretär die Salzburger Festspiele.

## Leben und Werk

### Rundfunk
Sertl studierte an der Universität Wien und der Musikakademie Wien Musikwissenschaft. 1951 wurde er mit einer Dissertation zu Josef Dessauer zum Dr. phil. promoviert. Erste berufliche Erfahrungen sammelte er ab 1953 in der Musikabteilung des Österreichischen Rundfunks (ORF), Studio Klagenfurt. 1957 wechselte er in gleicher Position zum Studio Salzburg des ORF.
1960 zog Sertl mit seiner Familie nach Mainz, wo er bis 1963 die Bühnen- und Konzertabteilung des Schott Musikverlags leitete. Anschließend holte ihn der Saarländische Rundfunk nach Saarbrücken. Er wurde am Sender Hauptabteilungsleiter Musik und baute das Rundfunk-Sinfonieorchester Saarbrücken auf.
1968 lud ihn der Generalintendant des ORF Gerd Bacher nach Wien ein, wo Sertl die Hauptabteilung Musik des Österreichischen Rundfunks übernahm und ein Rundfunk-Orchester aufbaute. Der Pressechef der Salzburger Festspiele Hans Widrich wandte sich an Sertl und das neugegründete ORF-Symphonieorchester erhielt rasch einen festen Platz im Programm der Festspiele, wo es vorzugsweise auch Zeitgenössische Musik und musikalische Raritäten aufführte.

### Salzburger Festspiele
1979 wurde Sertl von Herbert von Karajan nach Salzburg geholt, wo er am 1. April als Nachfolger von Tassilo Nekola, Generalsekretär der Salzburger Festspiele wurde. Unter seinem Generalsekretariat und dem Direktorium Herbert von Karajan, Ernst Haeussermann, Gerhard Wimberger und Heinrich Wiesmüller wurden Uraufführungen und Kirchenkonzerte wieder ins Programm aufgenommen. Aufsehen erregten unter anderen die Opern-Uraufführungen Baal von Friedrich Cerha (1981), Un re in ascolto von Luciano Berio (1984), Il ritorno d’Ulisse in patria (in einer Neugestaltung von Hans Werner Henze, 1985) und Die schwarze Maske von Krzysztof Penderecki (1986).
In das Salzburger Konzertprogramm führte Sertl wichtige Werke der Moderne ein. So wurde unter anderem Franz Schmidts Das Buch mit sieben Siegeln (1981), Penthesilea von Othmar Schoeck, Oedipus Rex von Igor Strawinsky (1982) und Die Gezeichneten von Franz Schreker (1984) aufgeführt. Durch seine guten Verbindungen zum ORF forcierte er Fernsehübertragungen, unter anderem von Orchesterkonzerten auf den Domplatz.
In seiner Pension engagierte sich Sertl in der Internationalen Stiftung Mozarteum, wo er ein Audio-, Film- und Tonmuseum in Mozarts Wohnhaus begründete. Sertl lebte in Salzburg. Er war mit Elisabeth Butschek verheiratet.

## Auszeichnungen
- 2001: Große Ehrenzeichen für Verdienste um die Republik Österreich.[2]